# Maxi Gnauck

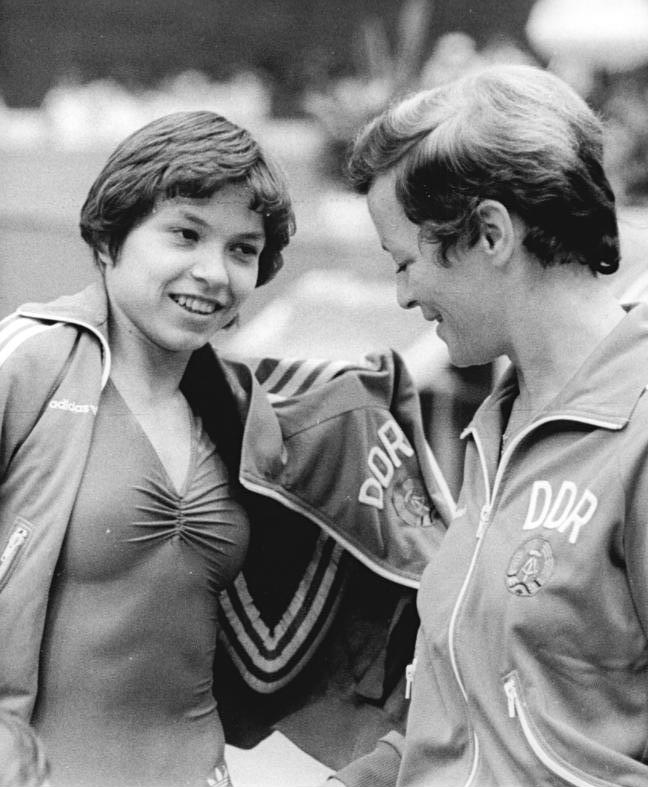
Maxi Gnauck

Maxi Gnauck (n. 10 octombrie 1964, Berlin, RDG) este până în prezent cea mai bună gimnastă germană.

## Carieră
Primul ei succes internațional l-a avut cu echipa din RDG la Jocurile Olimpice în anul 1980 în Moscova. Maxi Gnauck a câștigat atunci în Moscova, la paralele inegale, medalia de aur, iar la celelalte discipline argint și bronz. Între anii 1979 - 1985, ea a devenit la gimnastică de șase ori campioană mondială și de cinci ori campioană europeană. Cititorii ziarului din RDG Junge Welt au ales-o în anul 1980 „Sportiva anului din RDG”. În anul 2000 ea a fost considerată prima gimnastă germană de „International Gymnastics Hall of Fame”. Între anii 1993 - 2004, a fost antrenoare la echipa de gimnastică artistică din Harksheide, iar din 2005 a lucrat la o firmă germano-elvețiană, producătoare de articole sportive.